# مرغ دوزنده گوش‌سفید
مرغ دوزنده گوش‌سفید (نام علمی: Orthotomus cinereiceps) نام یک گونه از سرده مرغ دوزنده است.